# FK Radnički Obrenovac
El FK Radnički Obrenovac es un club de fútbol serbio de la ciudad de Obrenovac. Fue fundado en 1927 y juega en la Tercera División de Serbia.